# Sinzig

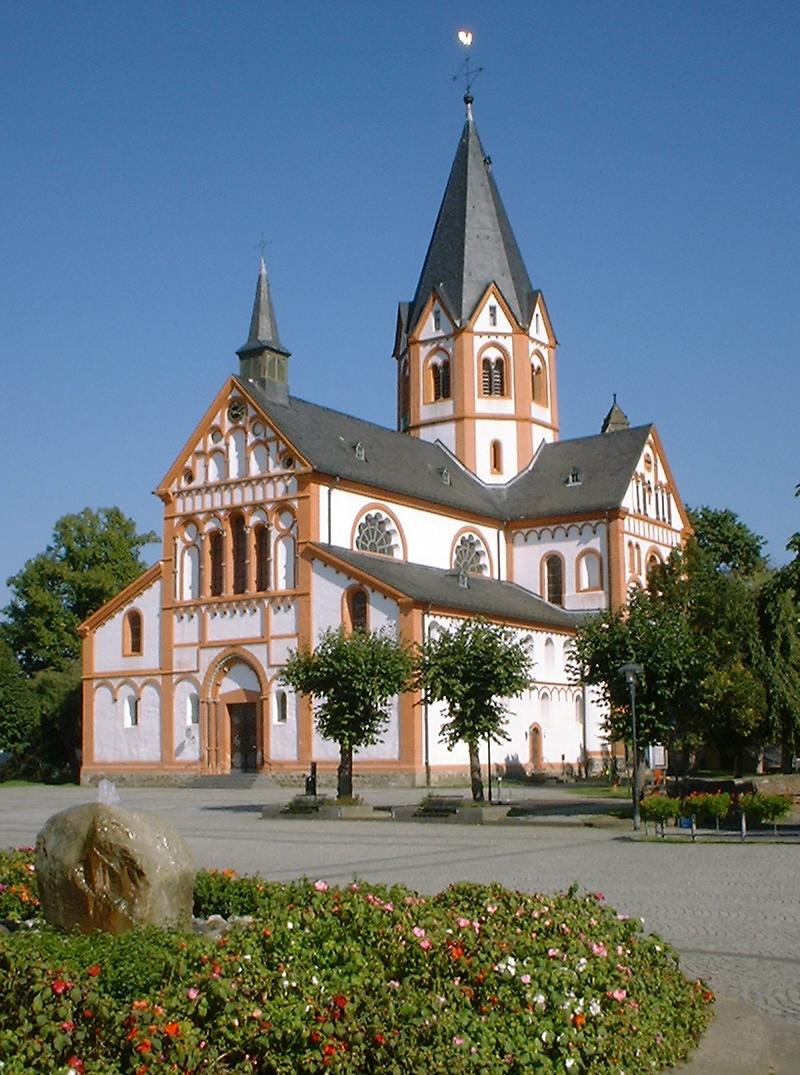
Nhà thờ

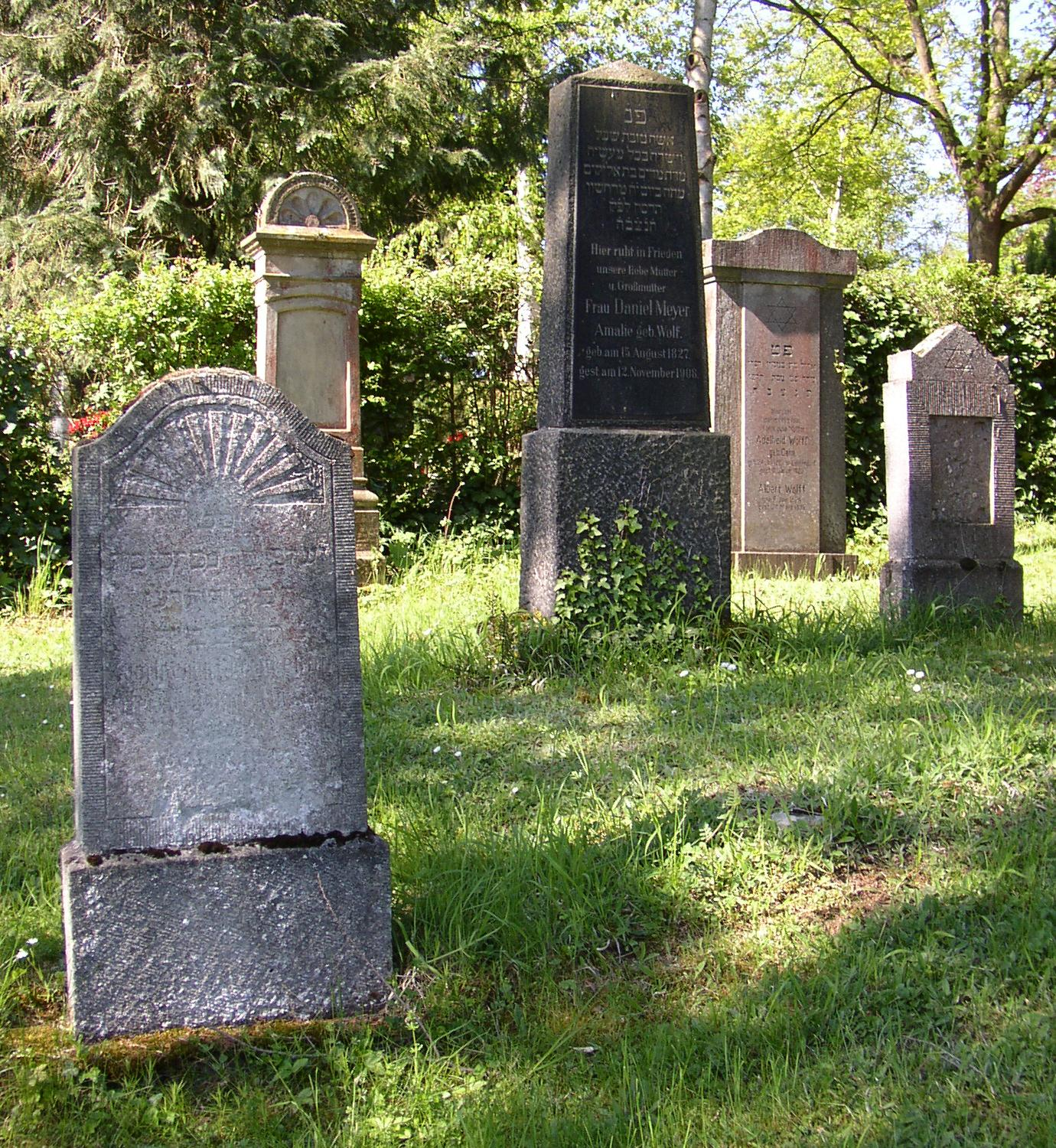

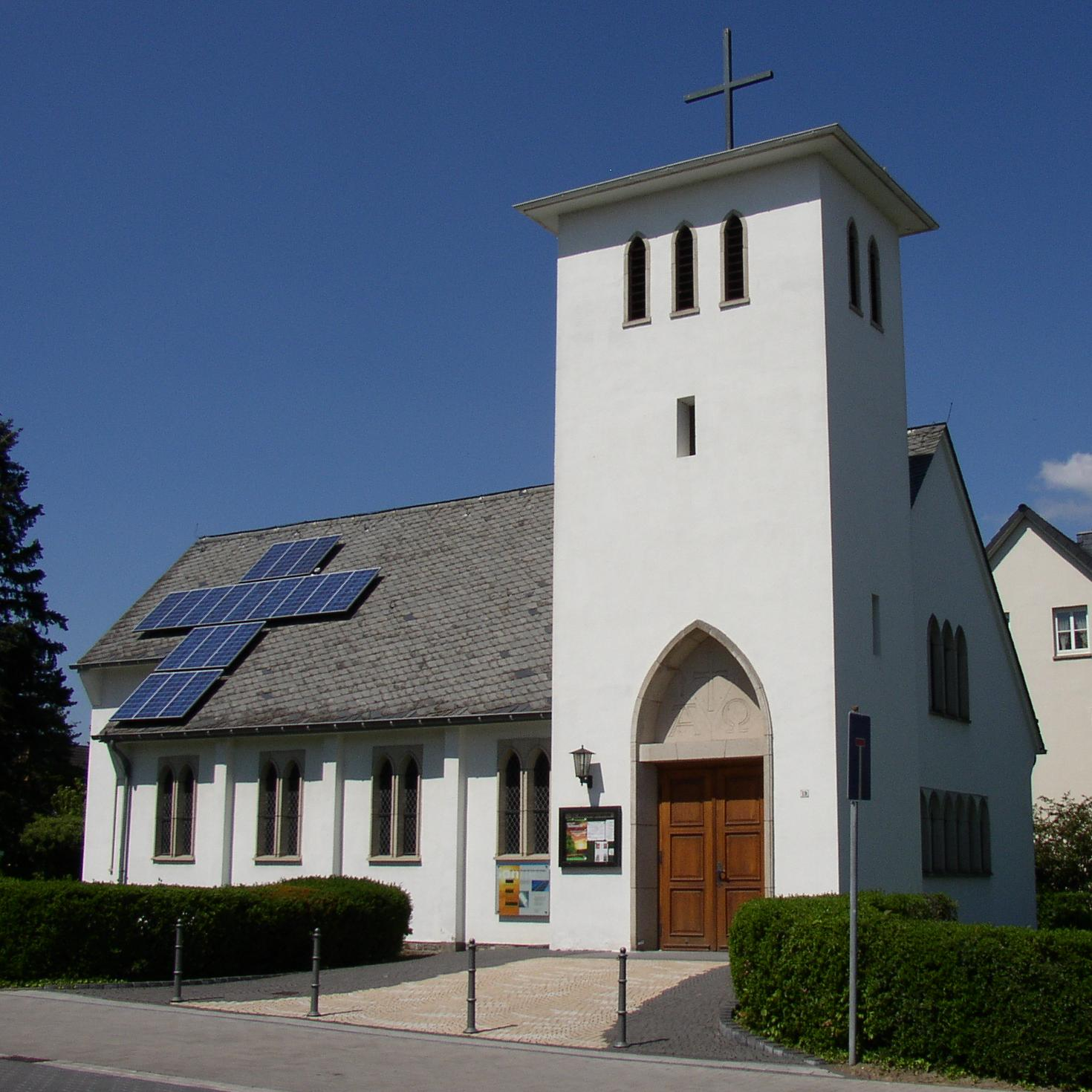
Nhà thờ

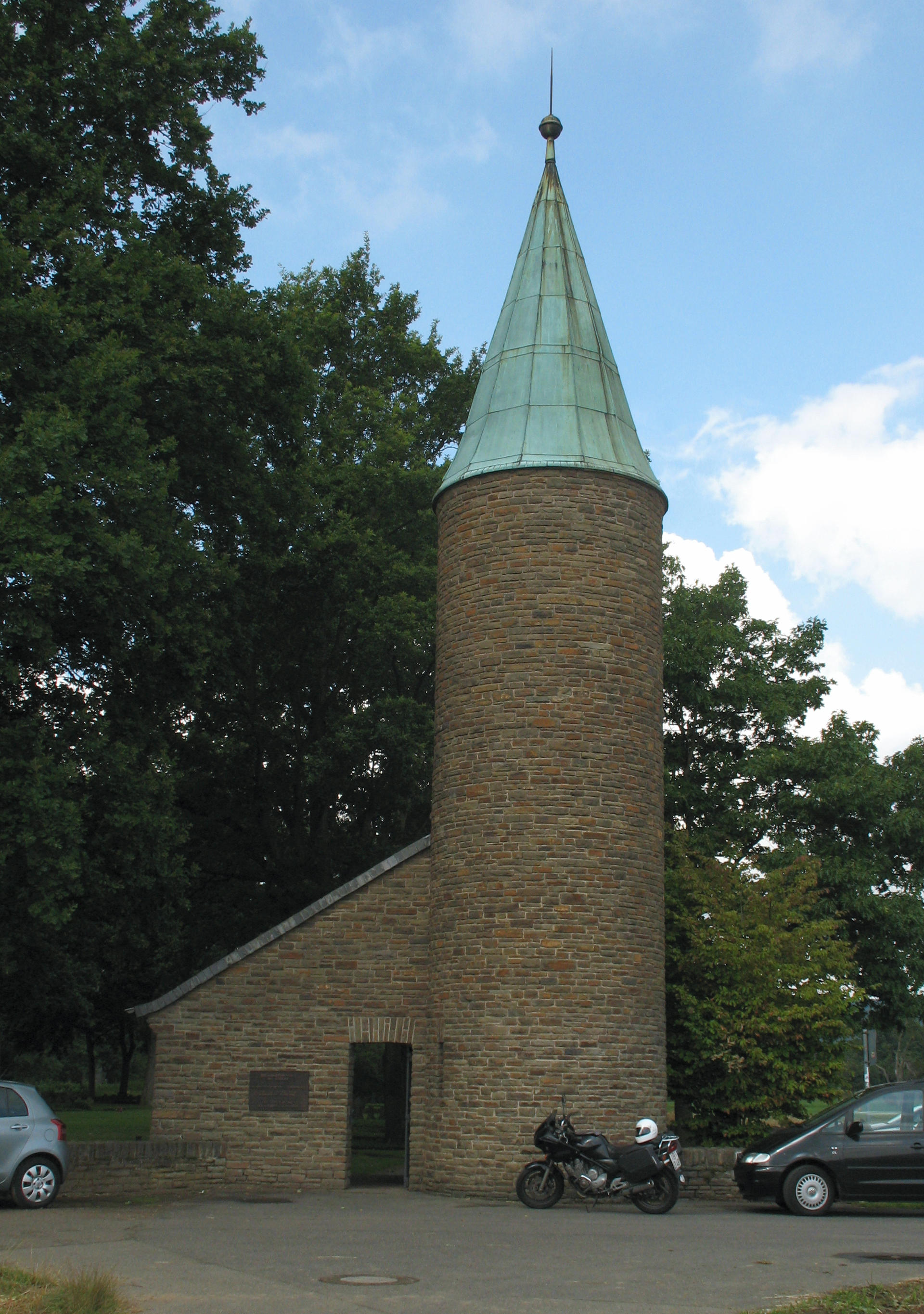

Sinzig là một đô thị thuộc huyện Ahrweiler, trong bang Rheinland-Pfalz, phía tây nước Đức. Đô thị Sinzig có diện tích 41,02 kilômét vuông, dân số thời điểm ngày 31 tháng 12 năm 2006 là 17.653 người. Đô thị này nằm bên sông Rhine, cự ly khoảng 5 km về phía đông nam của Remagen và 25 km về phía đông nam của Bonn.